# Battle Cruiser Fleet
La Battle Cruiser Fleet (que l'on peut traduire par flotte de croiseurs de bataille) est une ancienne flotte de la Royal Navy composée principalement de croiseurs de bataille. Active de 1915 à 1919, elle fait partie de la Grand Fleet durant la Première Guerre mondiale et participe notamment à la bataille du Jutland.

## Histoire
La Battle Cruiser Fleet est créée le 11 février 1915 lorsque l'Amirauté décidE de déployer ses croiseurs de bataille les plus rapides à Rosyth.
Elle inclut au départ les 1re, 2e (en) et 3e (en) escadres de croiseurs de bataille, mais il ne reste que les deux premières lorsqu'a lieu la bataille du Jutland en juin 1916.